# George van Münsterberg
George I van Münsterberg-Oels ook bekend als George I van Podiebrad (Lititz, 2 oktober 1470 - Oels, 10 november 1502) was van 1498 tot 1502 hertog van Münsterberg-Oels en graaf van Glatz.

## Levensloop
George was de tweede zoon van hertog Hendrik van Podiebrad van Münsterberg-Oels, zoon van de Boheemse koning George van Podiebrad, en diens echtgenote Ursula van Brandenburg, dochter van keurvorst Albrecht Achilles van Brandenburg. 
In 1488 huwde hij met Hedwig (1476-1524), een dochter van hertog Jan II de Krankzinnige van Glogau. Hun huwelijk bleef kinderloos. 
Na de dood van zijn vader in 1498 erfden George, zijn oudere broer Albrecht I en zijn jongere broer Karel I het hertogdom Münsterberg-Oels en het graafschap Glatz, dat ze gezamenlijk bleven besturen. Ze hadden echter elk een eigen residentie: Albrecht in Glatz, George in Oels en Karel in Münsterberg. Wegens financiële problemen moesten de drie broers het graafschap Glatz in 1501 verkopen aan graaf Ulrich van Hardegg. Het huis Podiebrad zou deze titel echter blijven gebruiken tot aan het uitsterven van de dynastie in 1647.
George ondersteunde de spafaciliteiten in de stad Bad Landeck en richtte er kort na de dood van zijn vader het lokale "Georgebad" met residentiehuis en een Sint-Georgekapel. In 1501 schonk hij Landeck de eerste badregulaties.